# テ・アナウ湖

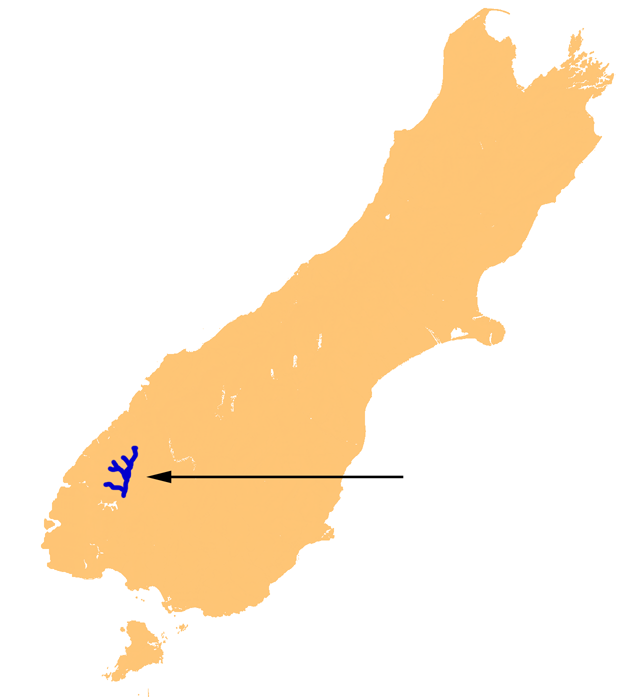
テ・アナウ湖の位置

テ・アナウ湖は、ニュージーランドの南島の南西隅にある湖である。

## 概要
名称は、マオリ語で「渦巻く水の洞窟」を意味するTe Ana-auに基づいている。この湖には、344平方キロメートルの面積があって、タウポ湖に次いでニュージーランドで2番目に大きな湖であり、南島では最大である。
湖の主要部は南北に走り、65キロメートルの長さがある。3つの大きなフィヨルド、ノース･フィヨルド、ミドル・フィヨルド、サウス・フィヨルドが、湖の西側に入江を形づくっている。ミドル・フィヨルドの入り口にいくつか島があり、長軸に沿って北西及び南西の入江にとおよそ二つに分けている。この湖は、標高210メートルにあり、最大水深が270メートルなので湖底は海面下にある。
いくつかの河川がこの湖に注いでいるが、最も重要なのはエグリントン川であり、ノース・フィヨルドの入り口の対岸付近で、東から湖へと流れ込んでいる。流出河川は、ワイアウ川で、マナポウリ湖へ向けて南へと数キロメートル流れている。テ・アナウの町は、ワイアウ川の近く、湖の南東隅にある。
湖の大部分は、フィヨルドランド国立公園及び世界遺産 テ・ワヒポウナムの範囲内にある。テ・アナウの街区を除くと、湖の近くの人間の居住地は、エグリントン川の河口近くのテ・アナウ・ダウンズの農業村落だけである。これら二つの居住地の間の土地は、起伏の激しい丘陵地帯である。しかし、他の土地は山ばかりで、特に西岸は、ケプラー山脈やマーチソン山脈が湖面から1,400メートルもそびえ立っている。
グレート・ウォークと呼ばれるニュージーランドを代表するトレッキングコースのうち2つが、この湖を出発点としている。ミルフォード・トラックが湖の北端から発し、そしてケプラー・トラックが湖の南端のワイアウ川から発して、ここを終点としている。
テ・アナウ湖畔付近には、数種類の絶滅の危機に瀕した鳥が生息しており、有名なものはタカヘ (Notornis hochstetteri)である。ミドル・フィヨルドとサウス・フィヨルドの間のマーチソン山脈と呼ばれる地域は、これらの鳥のために置かれた保護区である。西岸は、湖の名前のもととなったテ・アナウ洞窟でも有名である。

## 参照
- ニュージーランド自然保護局　Fiordland [地図], 第5版, 1 : 255,000, Parkmap. 地図作成 GeoSmart (NZ) Ltd. (2004)